# Manfred Buck (Politiker)
Manfred Buck (* 9. Juli 1951 in Rostock; † 11. März 2023) war ein deutscher Arzt und Politiker (CDU). 1990 gehörte er der letzten Volkskammer der DDR an. Daneben war er adventistischer Laienprediger.

## Leben und Beruf
Buck besuchte die Polytechnische Oberschule in Rostock, die er nach der 10. Klasse abschloss. Auf der Volkshochschule legte er sein Abitur ab. Nach einer Lehre zum Zahntechniker studierte er Medizin in Rostock, das Studium schloss er als Diplom-Mediziner ab. Nach einer Ausbildung zum Facharzt für Allgemeinmedizin war er bis 1990 als Hausarzt und Bereichtsarzt im Medizinischen Zentrum Rostock-Nord tätig. Nach der Wiedervereinigung hatte er eine eigene Praxis als Facharzt für Innere und Allgemeinmedizin in Rostock.
Neben seiner medizinischen Tätigkeit ging Buck einem zweijährigen Fernstudium nach. Nach dem Abschluss war er nebenberuflich als Laienprediger der Siebenten-Tags-Adventisten sowie als Bibelschullehrer und Missionsleiter tätig.
Buck war verheiratet und Vater von zwei Kindern.

## Politik
1987 trat Buck in die CDU ein. Er gehörte der Rostocker Stadtverordnetenversammlung an. Bei der Volkskammerwahl 1990 kandidierte er auf Listenplatz 3 der CDU im Wahlkreis Rostock und zog damit in die Volkskammer ein. Dieser gehörte er bis zu dessen Auflösung zum 2. Oktober 1990 an.